# Din barndom skall aldrig dö
Din barndom ska aldrig dö är Anders F. Rönnbloms debutalbum, utgivet 1971 på skivbolaget Decca.
Albumet har fått bra kritik genom åren och är väldigt progginspirerat. Skivan innehåller kända låtar som "Din barndom skall aldrig dö", "Mamma hjälp mig" och "Har du sett min broder Josef". Denna skiva släpptes sedan om på F-box med fyra bonusspår.

## Låtlista
1. Din barndom skall aldrig dö - 3:37
2. Har du sett min broder Josef - 2:10
3. Kommer du med - 3:32
4. Sommarnattsregnmoln - 2:25
5. När regnet är över - 2:11
6. Liten liten sparv - 1:40
7. Jag har hennes nummer - 4:27
8. Sångstump - 1:03
9. Hon håller ut över vintern - 4:06
10. Jag har en sång - 2:20
11. Jag minns - 2:04
12. Kärleken är död - 2:11
13. Stofesexpandyl - 2:26
14. Det råder brist på pengar och snus 1:46
15. Mamma hjälp mig - 7:06
16. Du som har guld - 1:35 (Bonusspår på F-box utgivningen)
17. Frukt och mandel - 1:08 (Bonusspår på F-box utgivningen)
18. På andra sidan gatan - 0:45 (Bonusspår på F-box utgivningen)
19. Tema från Nybo - 1:05 (Bonusspår på F-box utgivningen)